# Aloe vryheidensis
Aloe vryheidensis é uma espécie de liliopsida do gênero Aloe, pertencente à família Asphodelaceae.